# 1971年大韓民国大統領選挙
1971年大韓民国大統領選挙は、第三共和国時代の大韓民国で第7代大韓民国大統領を選出するために1971年4月27日に行なわれた大統領選挙である。なお、韓国では選挙の回数を「第○回」ではなく「第○代」と数えるのが一般的である。

## 概要
大統領の任期4年が満了したことに伴って実施された選挙である。
1969年9月14日、朴正煕大統領は、3選禁止規定（1962年に制定された第三共和国憲法では大統領の再選は1回のみ容認）を撤廃する改正憲法案を与党議員らとともに国会で強行採決した。改憲案は同年10月17日に行われた国民投票で承認された（3選改憲）。自民党副総裁の川島正次郎は「韓国には長期安定政権が必要」と、事実上り内政干渉を示す声明を出した。そして朴正煕3選へのテコ入れのため、日本の政府と財界は、他国が出資を断った浦項製鉄所の建設を引き受けた。
新民党の候補を決めるに当たり、金大中は党首の柳珍山に逆らって全国代議員による投票を主張し、実現させた。柳珍山は金泳三を推した。1970年9月29日、新民党全党大会が開かれ、第1回投票は金泳三421票、金大中382票、無効82票で、両候補とも過半数に達しなかったため、第2回投票に進んだ。第1回投票で李哲承のグループの多くは白票を投じたが、第2回投票では金大中支持に回った。458票を獲得した金大中が410票の金泳三を破り、同党の大統領候補に指名された。
金大中は郷土予備軍廃止･労使共同委員会の創設･非政治的南北交流･四大国保障案･3段階統一案などの革新的な主張を選挙公約に掲げ、朴正熙の安保論と経済成長の虚構性を正面から攻撃し、予想外の国民の支持を集めた。対する与党民主共和党の朴正熙は｢（大統領選出馬は）今回が最後」と繰り返し強調して選挙戦を戦った。
1971年1月、金大中は選挙準備を兼ねて米国を訪れ、議会や行政府の指導者たちと会った。訪米中の同月27日夜、自宅の玄関に爆弾が投げ込まれ、「しりぞいて静かにした方が身のためだ」という脅迫電話かがかかった。2月5日には新民党選挙対策本部長の鄭一亨の自宅が放火に遭い、保管していた選挙関連資料と蔵書が全焼した。爆破事件においては、当局は金大中の親族、秘書、使用人など50余人を取り調べし、その結果、金大中の人脈と資金網が朴政権に知れることとなった。
同年3月、当時日本の『夕刊フジ』（大阪本社版）の嘱託記者だった長沼節夫は友人の誘いにより韓国に渡った。テープレコーダーをもって金大中にインタビューを申し込むなどした。政府当局は野党候補の演説会場は小さな場所しか許可せず、公務員に日曜日に緊急出勤を命じて野党候補の演説を聞かせないという処置まで行った。国民学校の校庭で金大中が次のように演説するのを長沼は聞いた。
「この国は完全無欠な独裁主義国家である。徹頭徹尾中央情報部の掌握下にあり、新聞は確かに新聞記者が作るものであるが、この国では中央情報部が作っている。嘘だと思うなら、この4年間の新聞を全部ひっくり返してご覧なさい。朴大統領批判と中央情報部批判ののった記事が一行でもあるか。また、学園に浸透して教授と学生の間に不信感を植え付け、文化人や学者たちを恐怖の中に追い込む。経済にも干渉の魔手を伸ばす。銀行の融資、軍への納品、外国からの借款等すべて中央情報部の許可なくして何ひとつすることができない。ある人は言った。『中央情報部のできないことはただひとつ、男を女に変え、女を男に変えることだけだ』と」
翌日、いずれの新聞も中央情報部（KCIA）に言及した言葉は1行も載せなかった。「当選したら徐々に南北交流を始める」という演説部分を引用して、「これは反共法違反の疑いがある」とのコメントを伝えるのみだった。
同年4月27日、投票。朴正熙が3期目の当選を果たした。金大中は得票率45.3％と善戦した。
長沼は帰国後、ペンネームで週刊誌の『エコノミスト』5月18日号に大統領選と反政府運動に関するレポートを寄稿。前述の金の演説内容を詳細に伝えた。同誌に載った演説の文章は、1973年の金大中拉致事件の発生後、様々なメディアに「事件の背景」として引用された。

## 選挙結果
- 投票日：1971年4月27日
- 投票率：79.8％（選挙人数：15,552,236／投票者数：12,417,824[9]）

| 当落 | 候補者            | 党派                      | 得票数    | 得票率 (％) |
| ---- | ----------------- | ------------------------- | --------- | ----------- |
| 当選 | 朴正熙 （박정희） | 民主共和党 （민주공화당） | 6,342,828 | 53.2        |
|      | 金大中 （김대중） | 新民党 （신민당）         | 5,395,900 | 45.3        |
|      | 陳福基 （진복기） | 正義党 （정의당）         | 122,914   | 1.0         |
|      | 朴己出 （박기출） | 国民党 （국민당）         | 43,753    | 0.4         |

| 市･道        | 朴正熙 (民主共和党) | 朴正熙 (民主共和党) | 金大中 (新民党) | 金大中 (新民党) |
| 市･道        | 得票数              | 得票率              | 得票数          | 得票率          |
| ------------ | ------------------- | ------------------- | --------------- | --------------- |
| ソウル特別市 | 805,772             | 40.0％              | 1,198,018       | 59.4％          |
| 釜山直轄市   | 385,999             | 55.7％              | 302,452         | 43.6％          |
| 京畿道       | 687,985             | 48.9％              | 696,582         | 49.5％          |
| 江原道       | 502,772             | 59.8％              | 325,556         | 38.8％          |
| 忠清北道     | 312,744             | 57.3％              | 222,106         | 40.7％          |
| 忠清南道     | 556,632             | 53.5％              | 461,978         | 44.4％          |
| 全羅北道     | 308,850             | 35.5％              | 535,519         | 61.5％          |
| 全羅南道     | 479,737             | 34.4％              | 874,974         | 62.8％          |
| 慶尚北道     | 1,333,501           | 75.6％              | 411,116         | 23.3％          |
| 慶尚南道     | 891,119             | 73.4％              | 310,595         | 25.6％          |
| 済州道       | 78,217              | 56.9％              | 57,004          | 41.4％          |

選挙結果は、朴正熙が有効得票の53.2％を獲得、野党候補の金大中に95万票余の差をつけて勝利したが、不正や不法、官憲選挙と野党や在野から非難された。敗れた金大中は45.3％の得票だったが、首都・ソウルでは59％の得票で40％の朴正熙を上回り、全都市部の合計票でも朴正熙に勝利した。第6代選挙で顕在化し始めた地方、特に湖南（全羅道）と嶺南（慶尚道）地方の票の偏在が進み、金大中は全羅北道で61.5％、全羅南道は62.8％、朴正熙は慶尚北道で75.6％、慶尚南道で73.4％を得ている。この選挙で予想外に苦戦し、直後に行われた国会議員総選挙で野党新民党が躍進し憲法改正阻止線の三分の一を上回る議席を単独確保したことで、正常な方法による再度の政権担当は不可能と判断した朴正熙は、1972年10月に十月維新を断行して維新体制を発足させた。